# Tympanota seclusa
Tympanota seclusa là một loài bướm đêm trong họ Geometridae.